# نظرعلی کندی
نظرعلی کندی یک روستا در ایران است که در دهستان گرده واقع شده‌است. نظرعلی کندی ۱۱ نفر جمعیت دارد.